# Vladnic
Vladnic – wieś w Rumunii, w okręgu Bacău, w gminie Parincea. W 2011 roku liczyła 849 mieszkańców.